# Nijolė Sabaitė
Nijolė Sabaitė-Razienė, litovska atletinja, * 12. avgust 1950, Raseiniai, Sovjetska zveza.
Nastopila je na poletnih olimpijskih igrah leta 1972 ter osvojila naslov olimpijske podprvakinje v teku na 800 m.